# قوانين محددة للنفقات

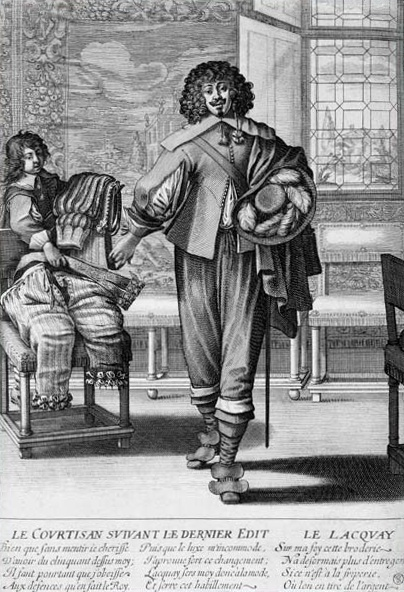

القوانين المحددة للنفقات (باللاتينية: sumptuāriae lēgēs) هي القوانين التي تهدف إلى تنظيم الاستهلاك. يعرّف قاموس بلاك القانوني القوانين المحددة للنفقات بأنها «القوانين التي وضعت بهدف تقييد الترف أو التبذير، خاصة تلك المظاهر المتعلقة بالإنفاق المفرط على الملابس والأغذية والأثاث، إلخ.. .» تاريخيًا، كان الهدف من القوانين المحددة للنفقات هو تنظيم وتعزيز التدرج الاجتماعي وتعزيز الأخلاق الحميدة، من خلال فرض قيود على المقتنيات الفاخرة كالملابس والغذاء وغيرها بالاعتماد على التصنيف الاجتماعي للمشتري.
استخدمت المجتمعات القوانين المحددة للنفقات لعدة أغراض. إذ استخدمت في محاولة لتنظيم الميزان التجاري من خلال تقييد سوق السلع المستوردة باهظة الثمن. جعلت القوانين المحددة للنفقات من تحديد الرتبة الاجتماعية للشخص أمرًا سهلًا، وبالتالي أصبح استخدامها للتمييز الاجتماعي أمرًا ممكنًا.
غالبًا ما كانت تمنع هذه القوانين عامّة الناس من تقليد مظاهر الأرستقراطيين، ومن الممكن أيضًا أن تستخدم في وصم الجماعات المكروهة. وُضعت القوانين المحددة للنفقات في البلديات القروسطية في أواخر العصور الوسطى كطريقة استخدمتها طبقة النبلاء للحد من الاستهلاك الفاحش للطبقة البرجوازية التي تنعم بالرخاء، فقد بدت الأخيرة أغنى من طبقة النبلاء الحاكمة، الأمر الذي قد يقوض من الحجة التي يستخدمها النبلاء للحكم بأنهم حكام شرعيون أقوياء. يمكن لصعود طبقة أخرى فوق طبقة النبلاء أن يشكك من قدرتهم على السيطرة والدفاع عن إقطاعياتهم، ويلهم العملاء والمتمردين بالقيام بتحركات ضدهم. استمر استخدام القوانين المحددة للنفقات لهذه الأغراض خلال القرن السابع عشر.

## العالم الكلاسيكي

### اليونان القديمة
تنص أول مدونة قانون يونانية مكتوبة (قانون لوكريان)، الصادر عن زاليوكوس في القرن السابع قبل الميلاد، على ما يلي: 
لا يجوز للمرأة الحرة أن تمتلك أكثر من امرأة عبدة واحدة، إلا إذا كانت في حالة سكر، ولا يجوز لها أن تغادر المدينة خلال الليل، إلا إذا كانت تخطط لممارسة الفاحشة، ولا يجوز لها أن ترتدي المجوهرات الذهبية، أو الثياب المحدّدة باللون الأرجواني، إلا إذا كانت مومسًأ، ولا يجوز للزوج أن يرتدي خاتمًا مرصعاً بالذهب، أو عباءة من صنع ميليسيان إلا في حال كان مصمّمًا على ممارسة الدعارة أو الزنا. 
يحظر نص القانون أيضًا شرب النبيذ غير المخفف إلا لأغراض طبية.

### روما القديمة
تنوعت القوانين المحددة للنفقات في روما القديمة، ومُررت بهدف وضع حد للاستهلاك الفاحش في المأكل والملبس، كاستخدام الصباغ الإمبراطوري الأرجواني باهظ الثمن. منع الرجال في السنوات الأولى لإقامة الأمبراطورية الرومانية من ارتداء الأقمشة الحريرية. كان وضع حد للإسراف في الإنفاق الشخصي أحد واجبات الحكومة، وتنص القوانين المنسوبة إلى ملوك روما وتشريع اللوائح الاثنتي عشر على هذه القيود. نشر الرقباء الرومانيون، الذين حملوا مهمة الإشراف على عمليات إحصاء السكان، إضافة للعبهم دورًا في التنظيم الأخلاقي للحياة في روما، كتاب «ملاحظات الرقباء». تمثلت إحدى المهام التي أوكلت إلى الرقباء بتدوين أسماء الأشخاص المرتكبين لجرم العيش بغنىً فاحش، وسُجل عدد كبير من هذه الحالات. أُصدرت المزيد من القوانين المشابهة مع صعود الإمبراطورية الرومانية. إلى أن ألغيت بشكل كامل مع تراجع الإمبراطورية وسقوطها في نهاية الأمر. تعرضت هذه القوانين -باستثناء القوانين المتعلقة بارتداء الملابس ذات اللون الأرجواني الملكي- للتجاهل في فترة ذروة الإمبراطورية الرومانية لاتسام هذه الفترة بانتشار الترف المسرف.
كان الإمبراطور الروماني هو الشخص الوحيد في الإمبراطورية الذي يحق له ارتداء العباءة ذات اللون الأرجواني الملكي المطرزة بالذهب، بينما كان اللباس الرسمي لأعضاء مجلس الشيوخ الرومانيين هو الوشاح ذو اللون الأرجواني الذي يُلبس فوق العباءة. كان الإنفاق على الحرير المستورد من الصين -خلال فترة ذروة الإمبراطورية الرومانية- مرتفعًا جدًا، للدرجة التي حذر فيها المستشارون الإمبراطوريون من استنفاذ كامل احتياطيات الفضة من البلاد.

## شرق آسيا

### الصين
ظهرت القوانين المحددة للنفقات في الصين لأول مرة في عهد سلالة تشين الحاكمة (سنة 221 قبل الميلاد) واستمرّت -بأشكال مختلفة- حتى يومنا هذا. تكرست الفضيلة الكونفوشيوسية في كبح جماح النفس في النظام التعليمي للبيروقراطية الصينية، وأُدرجت فيما بعد في قوانين البلاد.
تتعلق بعض القوانين المحددة للنفقات في الصين بحجم وشكل وطريقة تزيين المقابر والأضرحة. أصدر مؤسس سلالة مينغ الحاكمة «الإمبراطور هونغوو» قوانينَ متعلقة بشكل القبور في السنة الأولى من حكمه (1368) وشدد عليها في عام 1396، سمح هونغوو -من خلال هذه القوانين- لأعلى طبقة من النبلاء، وللمسؤولين الشاغلين للمراكز الثلاث العليا في إمبراطوريته، بوضع نصب تذكاري مثبت على تمثال من الحجر (لقوقعة سلحفاة ورأس التنين بيكسي)، بينما كانت اللوحة الحجرية التي يسمح لأبناء الطبقات الأدنى من الصينين بوضعها على القبور توضع على أساسات لها مساقط مستطيلة، وكان يتوجب على الأفراد المنتمين لهذه الطبقات القبول بالأشكال البسيطة للقبور. يعتمد أيضًا موقع القبر وعدد التماثيل المصاحبة له على المكانة الاجتماعية لصاحبه.
تم بحلول عام 1550 تقريبًا، إصلاح القانون المحدد للنفقات في الصين، بعد أن ظلّ غير نافذ لفترة طويلة من الزمن. ارتفع استهلاك المواد الكمالية خلال القرون العديدة السابقة لذلك، وكان استهلاك الصين من بعض الكماليات –كالشاي والسكر والحرير الناعم والتبع والأواني الفاخرة- خلال الثورة الصناعية الأوروبية، مساويًا تقريبًا لاستهلاك نفس المواد في أهم مناطق القارة الأوروبية.

### اليابان في فترة حكم الشوغون
صدرت في اليابان –وفقًا لموسوعة بريتانيكا- القوانين المحددة للنفقات بتواتر وبتفصيل شديد لم يكن له مثيل في العالم الغربي. خضع الناس اليابانيون بمختلف طبقاتهم الاجتماعية -خلال فترة إيدو التي امتدت بين عامي 1603 و 1868- لقوانين محددة للنفقات مبتكرة تتضمن قواعد تنظيمية لأنواع الملابس التي من الممكن لهم ارتداؤها. أصبحت طبقة التجار -في النصف الثاني من تلك الفترة (أي في القرنين الثامن عشر والتاسع عشر)- أكثر ثراءً من طبقة الساموراي الارستقراطية، وكان الهدف من هذه القوانين هو الحفاظ على تفوق طبقة الساموري، على الرغم من قدرة التجار على ارتداء ملابس وامتلاك أغراض أكثر فخامة. استسلم الشوغون في نهاية الأمر، وسمح ببعض التنازلات، بما في ذلك السماح للتجار من أصحاب المكانة الاجتماعية المرموقة بارتداء سيف واحد في حزامهم، في حين طُلب من الساموراي ارتداء زوجٍ متطابق من السيوف أثناء قيامهم بأداء الخدمات الرسمية.

## العالم الإسلامي
تُبنى القوانين في الشريعة الإسلامية على التعاليم المستمدة من القرآن والحديث النبوي، إذ تحض هذه القوانين على عدم ارتداء الذكور للملابس الحريرية، أو للمجوهرات المصنوعة من الذهب، ويحظر عليهم أيضًا ارتداء الملابس أو العباءات التي تُجر على الأرض، الأمر الذي يُنظر إليه على أنه دليل على الغرور والتعالي المفرط. لا تنطبق القواعد السابقة على النساء، إذ يُسمح لهن –طبقًا للشريعة الإسلامية- ارتداء كل ما سبق.
تحظر الشريعة الإسلامية تصوير الشخصيات البشرية أو الحيوانية بشكل عام ونحتها. بينما تسمح الأحاديث النبوية بتصوير الحيوانات على الملابس.

## العصور الوسطى وعصر النهضة الأوروبية
لم تظهر القوانين المحددة للنفقات الصادرة عن السلطات العلمانية، والهادفة إلى إلزام السكان الرئيسيين بنوع معين من اللباس المتوافق مع طبقتهم الاجتماعية، إلّا في أواخر القرن الثالث عشر. استهدفت هذه القوانين جميع طبقات المجتمع، على الرغم من حمل النساء والأفراد المنتمين للطبقات الوسطى للحمل الأكبر منها. وضعت المفردات الأخلاقية والدينية قيودًا على الرغبة بالتباهي التي تأثرت بالاعتبارات الاجتماعية والاقتصادية الهادفة إلى منع النفقات المدمرة بين الطبقات الثرية وتصريف احتياطات رأس المال ونقلها للموردين الأجانب.